# Calliopum hispanicum
Calliopum hispanicum är en tvåvingeart som först beskrevs av Josef Mik 1881.  Calliopum hispanicum ingår i släktet Calliopum och familjen lövflugor. Inga underarter finns listade i Catalogue of Life.